# Primera cruzada
La Primera Cruzada inició el complejo fenómeno histórico de campañas militares, peregrinaciones armadas y asentamiento de reinos cristianos, cuyo objetivo fue recuperar el control de las tierras perdidas ante el avance musulmán. Este prolongado paréntesis de la Edad Media convulsionó la región entre los siglos XI y XIII y es denominado por la historiografía como las cruzadas.
La primera campaña militar, alentada por el papa Alejandro II, considerada por algunos como la primera cruzada (1063) o, al menos, el antecedente más obvio de lo que fue con posterioridad la cruzada.
Aprovechando la llamada de auxilio del emperador bizantino Alejo I Comneno, enfrentado con los turcos selyúcidas, el papa Urbano II predicó en 1095 en los diferentes países cristianos de la Europa occidental la conquista de la llamada Tierra Santa. Al intento fallido de Pedro el Ermitaño, siguió la movilización de un ejército organizado, inspirado por el ideal de la guerra santa y liderado por nobles principalmente provenientes del reino de Francia y del Sacro Imperio Romano Germánico, que fue nutriéndose en su avance de caballeros, soldados y numerosa población, hasta transformarse en un fenómeno de migración masiva. Los cruzados penetraron en el llamado Sultanato de Rüm y avanzando hacia el sur, fueron apoderándose de diversas ciudades y rechazando las fuerzas enviadas en su contra por los gobernadores divididos en sus disputas internas, hasta que adentrándose en los territorios de la dinastía Fatimí, conquistaron el 15 de julio de 1099 la ciudad de Jerusalén, formando el Reino de Jerusalén.
La primera cruzada supuso políticamente la constitución de los Estados Latinos de Oriente y la recuperación para el Imperio bizantino de algunos territorios, a la vez que significó un punto de inflexión en la historia de las relaciones entre las sociedades del área mediterránea, marcado por un periodo de expansión del poder del mundo occidental y por el uso del fervor religioso para la guerra. También permitieron aumentar el prestigio del papado y el resurgir, tras la caída del Imperio romano, del comercio internacional y del incremento de los intercambios que favorecieron la revitalización económica y cultural del mundo medieval.

## Trasfondo histórico
Los orígenes de las cruzadas en general, especialmente la primera cruzada, provienen de los acontecimientos más tempranos de la Edad Media. La consolidación del sistema feudal en Europa occidental tras la caída del Imperio carolingio, combinada con la relativa estabilidad de las fronteras europeas tras la cristianización de los vikingos y magiares, había supuesto el nacimiento de una nueva clase de guerreros (la caballería feudal) que se encontraban en continuas luchas internas, suscitadas por la violencia estructural inherente al propio sistema económico, social y político.
Por otra parte, a comienzos del siglo VIII, el califato de los Omeyas había logrado conquistar de forma muy rápida Egipto y Siria de manos del cristiano Imperio bizantino, así como el norte de África. Las conquistas se habían extendido hasta la península ibérica, acabando con el reino visigodo. Desde el mismo siglo VIII se pone freno en Occidente a esa expansión, con las batallas de Covadonga (722) y de Poitiers (732), y el establecimiento de los reinos cristianos del norte peninsular y del Imperio carolingio, en lo que supusieron los primeros esfuerzos de los caudillos cristianos por capturar territorios perdidos frente a los gobernantes musulmanes, y que se expresarían ideológicamente a partir del corpus cronístico astur-leonés en lo que más tarde se denominó Reconquista Española. A partir del siglo XII tuvo factores comunes con las cruzadas orientales (bulas papales, órdenes militares, presencia de cruzados europeos).
El factor desencadenante más visible que contribuyó al cambio de la actitud occidental frente a los musulmanes de oriente ocurrió en el año 1009, cuando el califa fatimí al-Hákim bi-Amrillah ordenó destruir la iglesia del Santo Sepulcro.
Otros reinos musulmanes que emergieron tras el colapso de los Omeya, como la dinastía aglabí, habían invadido Italia en el siglo IX. El estado que surgió en esa región, debilitado por las luchas dinásticas internas, se convirtió en una presa fácil para los normandos que capturaron Sicilia en 1091. Pisa, Génova y el Reino de Aragón comenzaron a luchar contra los reinos musulmanes en la búsqueda del control del mar Mediterráneo, ejemplos de lo cual podemos encontrar en la campaña Mahdia y en las batallas que tuvieron lugar en Mallorca y en Cerdeña.
La idea de la guerra santa contra los musulmanes finalmente caló en la población y resultó una idea atractiva para los poderes tanto religiosos como seculares de la Edad Media europea, así como para el público en general. En parte, esta situación se vio favorecida por los éxitos militares de los reinos europeos en el Mediterráneo. A la vez, surgió una nueva concepción política que englobaba a la cristiandad en su conjunto, lo cual suponía la unión de los distintos reinos cristianos por primera vez y bajo la guía espiritual del papado y la creación de un ejército cristiano que luchase contra los musulmanes. Muchas de las tierras islámicas habían sido anteriormente cristianas, y sobre todo aquellas que habían formado parte del Imperio romano tanto de oriente como de occidente: Siria, Egipto, el resto del norte de África, Hispania, Chipre y Judea. Por último, la ciudad de Jerusalén, junto con el resto de tierras que la rodeaban y que incluían los lugares en los cuales Cristo había vivido y muerto, eran especialmente sagradas para los cristianos.
En cualquier caso, es importante aclarar que la primera cruzada no supuso el primer caso de guerra santa entre cristianos y musulmanes inspirada por el papado. Ya durante el papado de Alejandro II, este predicó la guerra contra el infiel musulmán en dos ocasiones. La primera ocasión fue durante la guerra de los normandos en su conquista de Sicilia, en 1061, y el segundo caso se enmarcó dentro de las guerras de la Reconquista española, en la cruzada de Barbastro de 1064. En ambos casos el papa ofreció la Indulgencia a los cristianos que participaran.
En 1074, el papa Gregorio VII llamó a los milites Christi («soldados de Cristo») para que fuesen en ayuda del Imperio bizantino. Este había sufrido una dura derrota en la batalla de Manzikert (1071) a manos de los turcos selyúcidas que abrió las puertas de Anatolia a los turcos, que establecieron varios sultanatos en la península. La conquista de Anatolia había cerrado las rutas terrestres a los peregrinos que se dirigían a Jerusalén. Su llamada, si bien fue ampliamente ignorada e incluso recibió bastante oposición, junto con el gran número de peregrinos que viajaban a Tierra Santa durante el siglo XI, sirvió para enfocar gran parte de la atención de occidente en los acontecimientos de oriente. Algunos monjes como Pedro de Amiens el Ermitaño o Walter el indigente, que se dedicaron a predicar los abusos musulmanes frente a los peregrinos que viajaban a Jerusalén y otros lugares sagrados de oriente, azuzaron todavía más el fuego de las cruzadas.
Alejo Comneno, que ya había empleado anteriormente a mercenarios normandos y de otros países de occidente, escribió una carta al papa Urbano II, solicitándole su apoyo y el envío de nuevos mercenarios que lucharan por Bizancio contra los turcos.
Finalmente, sería el propio Urbano II quien extendió entre el público la primera idea de una cruzada para capturar la Tierra Santa. Tras su famoso discurso en el concilio de Clermont (1095), en el que predicó la primera cruzada, los nobles y el clero presente comenzaron a gritar las famosas palabras, Deus vult! (en latín, «¡Dios lo quiere!»).
La predicación de Urbano II provocó un estallido de fervor religioso tanto en el pueblo llano como en la pequeña nobleza (no así en los reyes, que no participaron en esta primera expedición).

### Oriente a finales delsigloXI

Mapa del Califato omeya en el momento de su máxima extensión

Hacia el este, el vecino más cercano de la cristiandad occidental era la cristiandad oriental: el Imperio bizantino, un imperio cristiano que desde el Cisma de Oriente de 1054 había roto explícitamente sus vínculos con el papa de Roma, cuya autoridad dejó de reconocerse (de hecho, nunca se había aceptado más que como la de una primum inter pares junto a los patriarcas). Sutiles diferencias dogmáticas (la cláusula Filioque y la eucaristía acimita o procimita) permitieron definir la oposición entre la Iglesia católica occidental y la Iglesia ortodoxa oriental. Las últimas derrotas militares del Imperio bizantino frente a sus vecinos habían provocado una profunda inestabilidad que solo se solucionaría con el ascenso al poder del general Alejo I Comneno como basileus (emperador). Bajo su reinado, el imperio estaba confinado en Europa y la costa oeste de Anatolia y se enfrentaba a muchos enemigos, con los normandos al oeste y los selyúcidas al este. Más hacia el este, Anatolia, Siria, Palestina y Egipto se encontraban bajo el control musulmán, aunque hasta cierto punto fragmentadas por cuestiones culturales en la época de la primera cruzada. Este hecho contribuyó al éxito de esta campaña.

Oriente Próximo en 1095, en vísperas de la primera cruzada:
Imperio bizantino
Emirato de Esmirna
Selyúcidas de Rum
Danisméndidas
Príncipes armenios
Mengüjécidas
Saltúquidas
Emiratos selyúcidas
Califato fatimí
Imperio selyúcida
Tierras en disputa entre fatimíes y selyúcidas
Emirato de Damasco de Duqaq
Emirato de Alepo de Ridwán
Emirato de Trípoli
Posesiones de Yaghi Siyán

Anatolia y Siria se hallaban bajo dominio de los selyúcidas suníes, que antiguamente habían formado un gran imperio, pero que en ese momento estaban divididos en Estados más pequeños. El sultán Alp Arslan había derrotado al Imperio bizantino en la batalla de Manzikert, en 1071, y había logrado incorporar gran parte de Anatolia al imperio. Sin embargo, el imperio se dividió tras su muerte al año siguiente. Malik Shah I sucedió a Alp Arslan y continuaría reinando hasta 1092, periodo en el que el imperio selyúcida se enfrentaría a la rebelión interna. En el Sultanato de Rüm, en Anatolia, Malik Shah I sería sucedido por Kilij Arslan I, y en Siria por su hermano Tutush I, que murió en 1095. Los hijos de este último, Radwan y Duqaq, heredaron Alepo y Damasco, respectivamente, dividiendo Siria todavía más entre distintos emires enfrentados entre ellos y enfrentados también con Kerbogha, el atabeg de Mosul. Todos estos Estados estaban más preocupados en mantener sus propios territorios y en controlar los de sus vecinos que en cooperar entre ellos para hacer frente a la amenaza cruzada.
En otros lugares de lo que nominalmente era territorio selyúcida se había consolidado también la dinastía artúquida. En particular, esta nueva dinastía dominaba el noroeste de Siria y el norte de Mesopotamia, y también controló Jerusalén hasta 1098. Al este de Anatolia y al norte de Siria se fundó un nuevo Estado, gobernado por la que se conocería como la dinastía de los danisméndidas por haber sido fundada por un mercenario selyúcida conocido como Danishmend. Los cruzados no llegaron a tener ningún contacto significativo con estos grupos hasta después de la cruzada. Por último, también hay que tener en cuenta a los nizaríes, que por entonces estaban comenzando a tener cierta relevancia en los asuntos sirios.
Mientras la región de Palestina estuvo bajo dominio persa y durante la primera época islámica, los peregrinos cristianos fueron, en general, tratados correctamente. Uno de los primeros gobernantes islámicos, el califa Umar ibn al-Jattab, permitía a los cristianos llevar a cabo todos sus rituales salvo cualquier tipo de celebración en público. No obstante, a comienzos del siglo XI, el califa fatimí al-Hákim bi-Amrillah empezó a perseguir a los cristianos en Palestina, persecución que llevaría, en 1009, a la destrucción del templo más sagrado para ellos, la iglesia del Santo Sepulcro. Más adelante suavizó las medidas contra los cristianos y, en lugar de perseguirles, creó un impuesto para todos los peregrinos de esa confesión que quisiesen entrar en Jerusalén. Sin embargo, lo peor estaba todavía por llegar: Un grupo de turcos musulmanes, los selyúcidas, muy poderosos, agresivos y fundamentalistas en cuanto a la interpretación y cumplimiento de los preceptos del islam, comenzó su ascenso al poder. Los selyúcidas veían a los peregrinos cristianos como contaminadores de la fe, por lo que decidieron terminar con ellos. En ese momento empezaron a surgir historias llenas de barbarie sobre el trato a los peregrinos, que fueron pasando de boca en boca hasta la cristiandad occidental. Estas historias, no obstante, en lugar de disuadir a los peregrinos, hicieron que el viaje a Tierra Santa se tiñese de un aura mucho más sagrada de la que ya tenía con anterioridad.
Egipto y buena parte de Palestina Sur se encontraban bajo el control del califato fatimí, de origen árabe y de la rama chií del islam. Su imperio era significativamente más pequeño desde la llegada de los selyúcidas, y Alejo I llegó incluso a aconsejar a los cruzados que trabajasen conjuntamente con los fatimíes para enfrentarse a su enemigo común, los selyúcidas. Por entonces, el califato fatimí era gobernado por el califa al-Musta'li (aunque el poder real estaba en manos del visir al-Afdal Shahanshah), y tras haber perdido la ciudad de Jerusalén frente a los selyúcidas en 1076, la habían recuperado de manos de los artúquidas en 1098, cuando los cruzados ya estaban en marcha. Los fatimíes, en un principio, no consideraron a los cruzados como una amenaza, puesto que pensaron que habían sido enviados por los bizantinos, y que se contentarían con la captura de Siria, y dejarían Palestina tranquila. No enviaron un ejército contra los cruzados hasta que éstos no llegaron a Jerusalén.

## Convocatoria e inicio de la primera cruzada. La cruzada de los pobres

### Concilio de Clermont

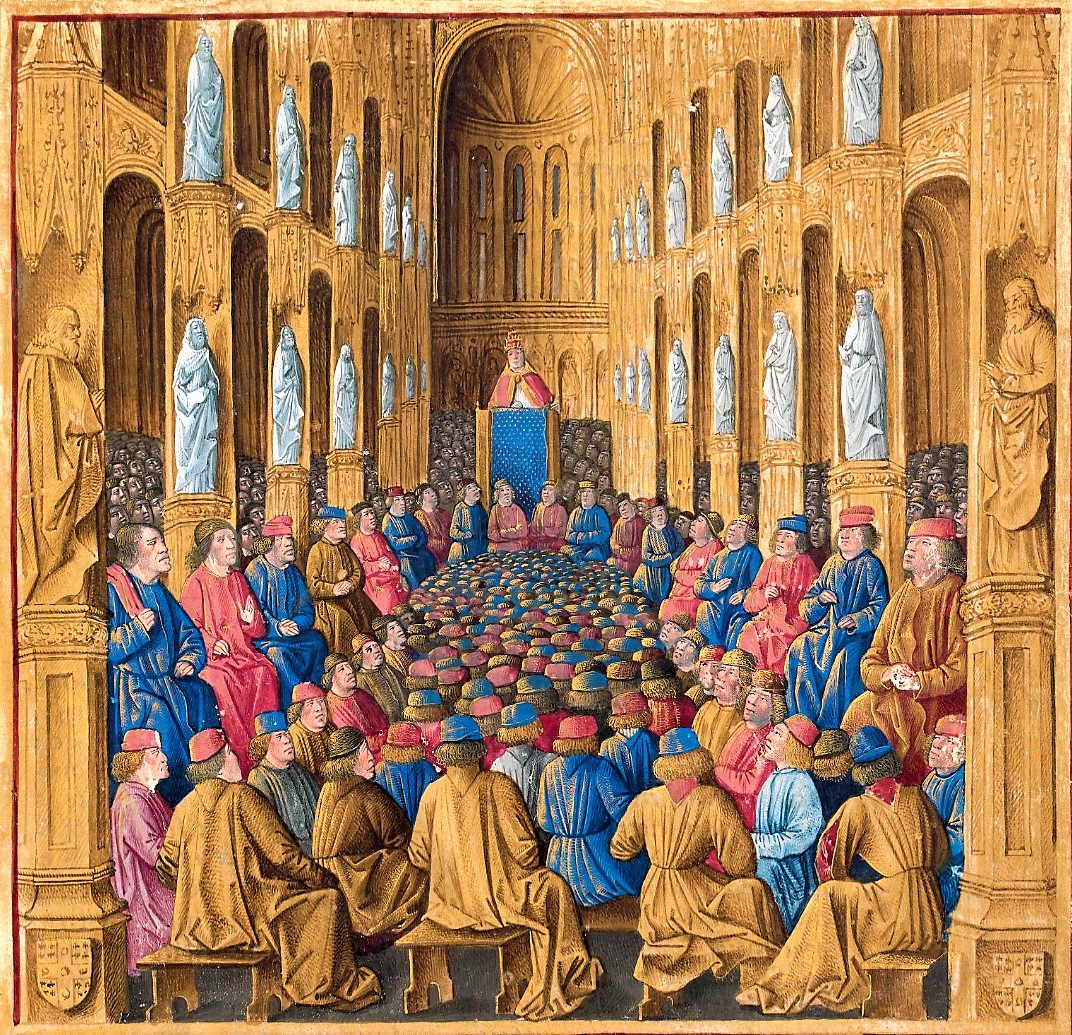
El papa Urbano II en el Concilio de Clermont. Ilustración del Livre des Passages d'Outre-mer, de alrededor de 1490 (Biblioteca Nacional de Francia)

En marzo de 1095, Alejo I Comneno envió mensajeros al Concilio de Piacenza para solicitar al papa Urbano II ayuda frente a los turcos. La solicitud del emperador se encontró con una respuesta favorable de Urbano, que esperaba reparar el Cisma de Oriente y Occidente, ocurrido cuarenta años antes, y reunificar a la Iglesia bajo el mando del papado como «obispo jefe y prelado en todo el mundo» (según sus palabras en Clermont), mediante la ayuda a las iglesias orientales en un momento de necesidad.
Al Concilio de Piacenza, que permitió asentar la autoridad papal en Italia en un periodo de crisis, asistieron unos 3000 clérigos y aproximadamente 30 000 laicos, así como embajadores bizantinos que imploraban toda «la ayuda de la cristiandad contra los no creyentes». Habiendo asegurado su autoridad en Italia, el papa se encontraba libre para concentrarse en la preparación de la cruzada que le habían pedido los embajadores orientales. Urbano también sabía que Italia no iba a ser la tierra que «se despertase a una explosión de entusiasmo religioso» a las convocatorias de un papa que, además, tenía un título discutido. Sus intenciones de persuadir «a muchos para prometer, mediante juramento, ayudar al emperador lo más fielmente posible y tan lejos como pudieran contra los paganos» no llegaron a muchos.
La invitación a una cruzada masiva contra los turcos arribaría en forma de embajadas francesas e inglesas a las cortes de los reinos medievales más importantes: Francia, Inglaterra, El Sacro Imperio y Hungría, que no habría podido enlistarse en las primeras cruzadas por el luto que se guardaba tras la muerte del rey san Ladislao I de Hungría (1046-1095), que duraría cerca de tres años. El papa Urbano II finalmente consideró a Ladislao I como un candidato apropiado para comandar la primera cruzada, puesto que el rey húngaro era ampliamente conocido por su porte caballeresco y sus luchas contra los invasores cumanos; sin embargo, este falleció escasos meses antes, mientras llevaba a cabo una campaña militar contra el reino de Bohemia en 1095.
El anuncio formal sería en el Concilio de Clermont, que se reunió en el corazón de Francia el 27 de noviembre de 1095; el papa Urbano pronunció un inspirado sermón frente a una gran audiencia de nobles y clérigos franceses. Hizo un llamamiento a su audiencia para que arrebatasen el control de Jerusalén de las manos de los musulmanes y, para enfatizar su llamamiento, explicó que Francia sufría sobrepoblación, y que la tierra de Canaán se encontraba a su disposición rebosante de leche y de miel. Habló de los problemas de la violencia entre los nobles y que la solución era girarse para ofrecer la espada al servicio de Dios: «Haced que los ladrones se vuelvan caballeros». Habló de las recompensas tanto terrenales como espirituales, ofreciendo el perdón de los pecados a todo aquel que muriese en la misión divina. Urbano hizo esta promesa investido de la legitimidad espiritual que le daba el cargo papal, y la multitud se dejó llevar en el frenesí religioso y en el entusiasmo por la misión interrumpiendo su discurso con gritos de ¡Deus vult! («¡Dios lo quiere!») que habría de convertirse en el lema de la primera cruzada.
El sermón pronunciado por Urbano se encuentra entre los discursos más importantes de la historia europea. Existen cinco versiones de su discurso en distintos escritos, pero es difícil saber con exactitud sus verdaderas palabras, puesto que todos esos escritos proceden de épocas en las que Jerusalén ya había sido capturada. Por ese motivo, no es posible distinguir con claridad entre los hechos verídicos y aquellos que fueron recreados a la luz del resultado exitoso de la cruzada. En cualquier caso, lo que sí está claro es que la respuesta al discurso fue mucho más amplia de la que se esperaba. Durante los años 1095 y 1096, Urbano extendió el mensaje a lo largo y ancho de Francia, mientras que urgía a sus obispos y legados para que extendiesen sus palabras por cualquier otro rincón de Francia, así como de Alemania y de Italia. Urbano intentó prohibir a ciertas personas (incluyendo a mujeres, monjes y enfermos) que se unieran a la cruzada, pero se encontró con que esto era imposible.
Para entender el éxito de la convocatoria a la primera cruzada, debe tenerse en cuenta también la situación en la que se encontraban por aquel entonces los miembros de la nobleza europea. Su estilo de vida, guerreando continuamente unos contra otros, y enfrentados de forma más o menos habitual con diversas instituciones eclesiásticas (con las que por otra parte estaban estrechamente vinculados, dada la común condición privilegiada de ambos estamentos y la identidad familiar entre alto clero y nobleza), suponía para ellos una amenaza espiritual muy seria, pues todos se veían en mayor o menor medida incursos en comportamientos que la Iglesia calificaba de pecados castigados con las penas eternas del infierno, y que en ocasiones acarreaban la más inmediata y visible pena terrenal de la excomunión, equivalente a la muerte civil. La cruzada significaba para ellos una vía de salvación a través de una actividad que conocían y dominaban: la guerra. En ese sentido, el historiador Pierre Tucoo-Chala escribe lo siguiente:

Que algunos señores hayan tenido el pensamiento de a la vez asegurarse la salvación en el más allá y de obtener en estas tierras lejanas una suerte más envidiable que la tenían antes de partir es una evidencia. No fue seguramente el caso del vizconde de Bearn. (...) Es probable que su fe profunda haya sido confortada por la ocasión que se presentaba por fin por vez primera a los milites (caballeros) de poner su estilo de vida al servicio de sus convicciones religiosas.(...) Los eclesiásticos no tenían palabras suficientemente fuertes para condenar la vida practicada por estos guerreros. Para ellos milites, militia, implicaba malitia, maldad.(...)

A mediados del siglo XV, los potentes (poderosos) se han convertido en dueños de castillos especializados en el combate a caballo y persiguen asegurarse los ingresos necesarios para dedicarse únicamente al arte de la guerra. Para ello oprimen a sus campesinos y acaparan los bienes del clero, que denuncia su violencia incontrolada. Para intentar limitarla, la Iglesia había desarrollado la Paz de Dios y después la Tregua de Dios. (...) A pesar de estas iniciativas el clérigo manifestaba aun una gran desconfianza hacia su estilo de vida.
Pierre Tucoo-Chala

Finalmente, la mayoría de los que contestaron a su llamada no eran caballeros, sino campesinos sin riquezas y con muy poca preparación militar. Por otra parte, era en este público en el que más calaba un mensaje que no solo les ofrecía la redención de sus pecados, sino que también les aportaba una forma de escapar a una vida llena de privaciones, en lo que acabaría siendo una explosión de fe que no fue fácilmente manejable para la aristocracia.
De resultas de esta explosión de fe, muchos abandonaron sus posesiones y se pusieron en marcha hacia Oriente. A los nobles, la Iglesia les prometía que sus bienes serían respetados hasta su vuelta, si bien, para armar un ejército, muchos de los cruzados poderosos (así llamados por la cruz que se tejían en sus vestiduras) tuvieron efectivamente que liquidar sus bienes y prepararse para un viaje sin retorno. Mucha gente humilde, en cambio, se limitó a ponerse en marcha, llevando consigo a sus familias y todas sus escasas posesiones. Estos fueron los primeros en partir.

### La cruzada de los pobres

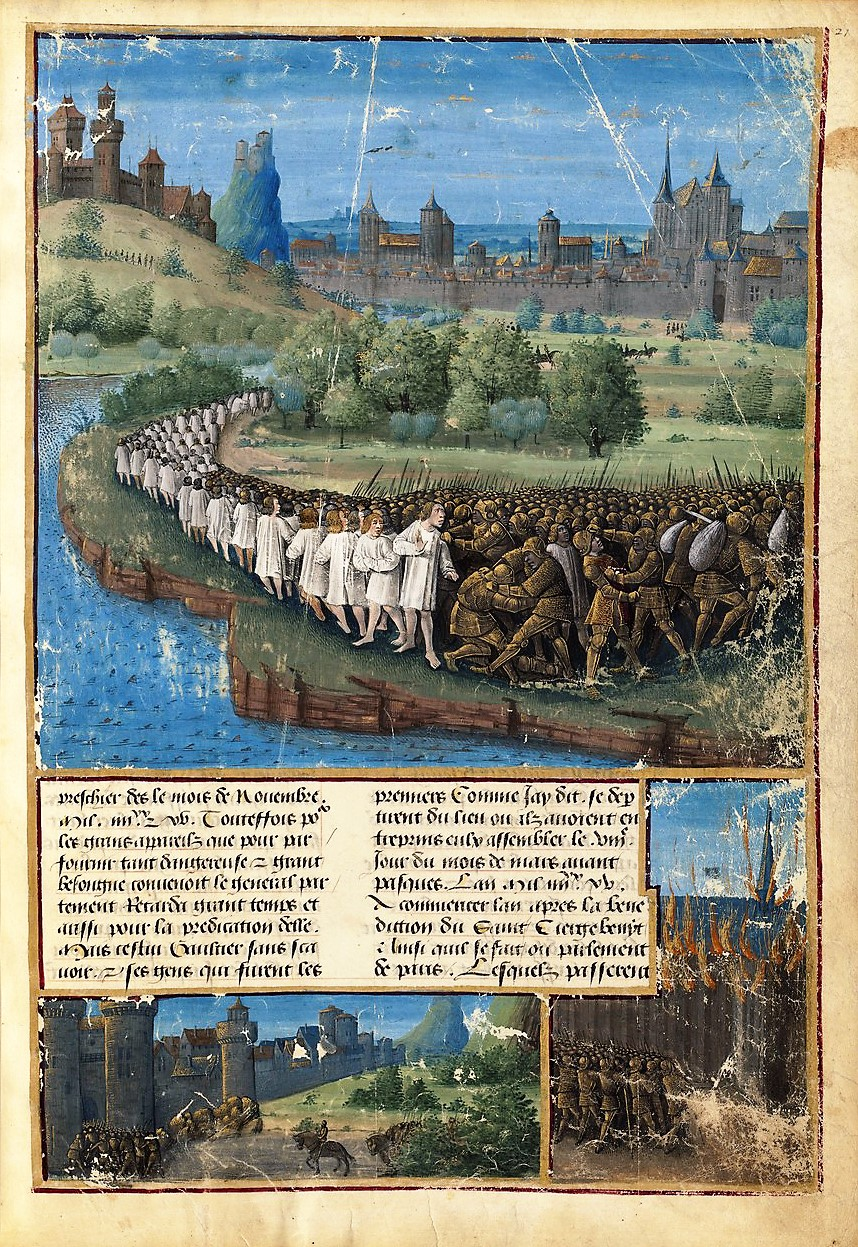
La derrota de la cruzada de los pobres

#### La convocatoria
Simultáneamente a Urbano II, varios predicadores, entre los que destaca Pedro el Ermitaño, consiguieron inflamar a una gran multitud de gente humilde, «entre ellos campesinos y artesanos, además de siervos» que, aunque el papa Urbano había planeado la partida de la cruzada para el 15 de agosto de 1096 coincidiendo con la festividad de la Asunción de María, se puso en marcha antes de dicha fecha formando un ejército desorganizado y mal provisto formado por campesinos y pequeños nobles, bajo la dirección de Pedro el Ermitaño, con la intención de conquistar Jerusalén por su cuenta.
Dirigidos por los predicadores, la respuesta de la población superó todas las expectativas: Si bien Urbano había contado con la adhesión a la cruzada de unos pocos miles de caballeros, se encontró con una verdadera migración de unos cuarenta mil cruzados, aunque dichas cifras estaban compuestas en su mayor parte por soldados sin experiencia, mujeres y niños.

#### El paso a través del Reino de Hungría

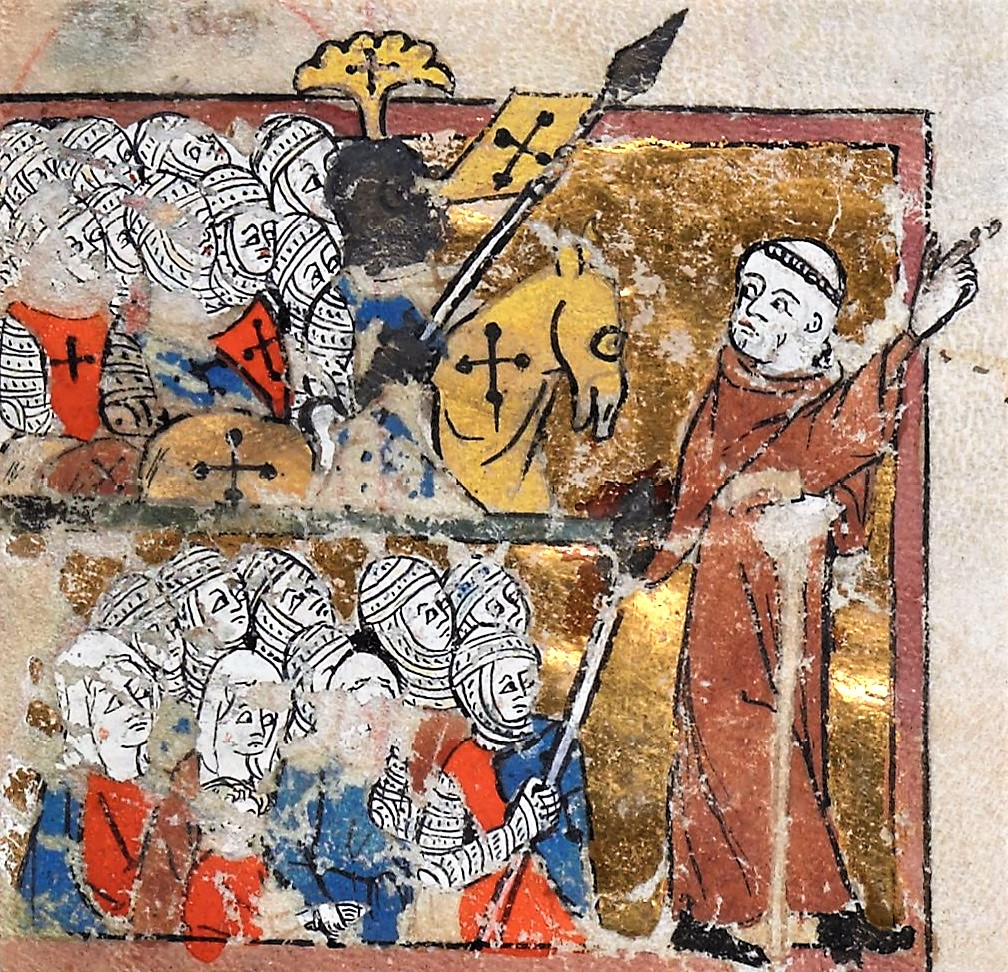
Pedro de Amiens y sus ejércitos

Sin tener ningún tipo de disciplina militar, y cuando se encontraban en lo que a los cruzados probablemente les parecía una tierra extraña (Europa del Este), pronto se vieron en problemas, todavía en territorio cristiano. El problema principal era el del aprovisionamiento, así como una gran cantidad de gente sin escrúpulos que vio en la cruzada una oportunidad para saquear otros territorios. De esta forma, los ejércitos cruzados cometieron numerosos robos y matanzas a mediados de 1096 cuando entraron en el Reino de Hungría.

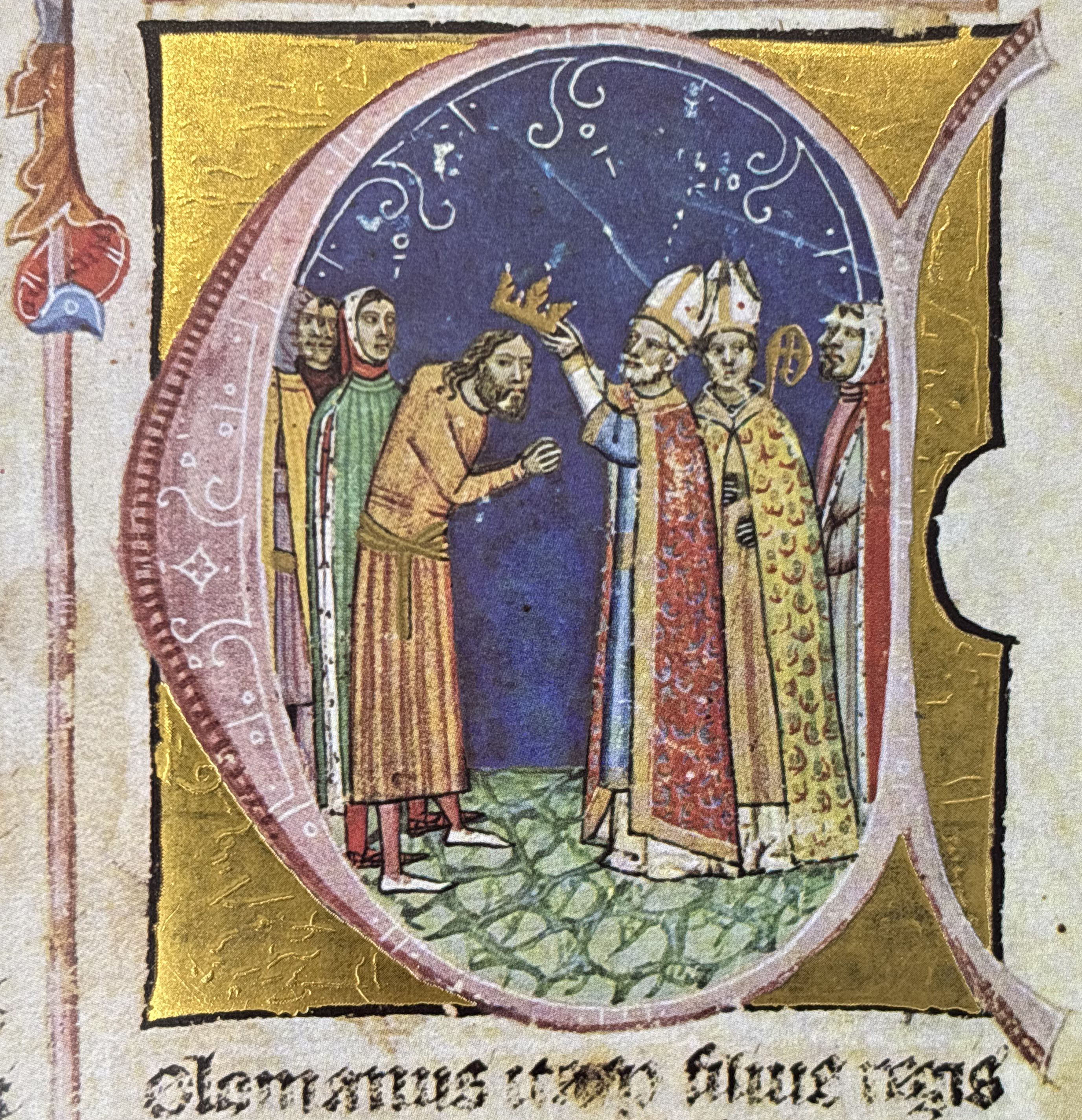
Coronación del rey Colomán de Hungría

Primeramente, en marzo de 1096 se adentraron los caballeros franceses de Valter Gauthier, quienes azotaron la región de Zimony, y rápidamente fueron repelidos por las fuerzas del rey Colomán de Hungría (sobrino del fallecido san Ladislao I de Hungría, quien había aceptado el llamamiento a las cruzadas antes de morir en junio de 1095). Hungría guardó un luto de tres años por san Ladislao; esto, además de la débil posición inicial del recién coronado rey Colomán, fue lo que impidió que el reino húngaro se sumase a las primeras cruzadas (fue en la quinta cruzada cuando Andrés II de Hungría llevaría el ejército más grande de la historia de los cruzados). Tras los estragos de los caballeros franceses de Gauthier entraría el ejército de Pedro de Amiens, el cual sería escoltado a través del reino por las fuerzas húngaras de Colomán. Sin embargo, después que los cruzados de Amiens atacasen a los soldados escoltas y matasen a cerca de cuatro mil húngaros, el rey Colomán mantuvo una posición hostil contra los cruzados que atravesasen el reino en dirección a Constantinopla.
Por otra parte, considerando la situación, el rey húngaro Colomán permitió la entrada a los ejércitos cruzados de Volkmar y Gottschalk, a quienes finalmente también tuvo que enfrentarse y derrotarlos cerca de Nitra y Zimony, ya que igual que los otros grupos anteriores causaron incalculables estragos y asesinatos en Hungría. Seguidamente, los húngaros detuvieron las fuerzas del Conde Emiko cerca de la ciudad de Mosony, y al poco tiempo, el rey húngaro forzó a Godofredo de Bouillón a firmar un tratado en la abadía de Pannonhalma, donde los cruzados se comprometían a pasar por el territorio húngaro con un buen comportamiento. Tras esto, las fuerzas salieron de los territorios húngaros escoltadas por los ejércitos de Colomán y continuaron hacia Constantinopla.

#### Arribo a Asia Menor
En el difícil trayecto murieron unas diez mil personas, cerca de un cuarto de las tropas iniciales de Pedro, si bien el resto llegó a Constantinopla en agosto en relativas buenas condiciones. Una vez ahí volvieron a surgir tensiones debidas a las diferencias culturales y religiosas y a las reticencias a repartir provisiones entre un número tan grande de personas. Para complicar aún más las cosas, los seguidores de Pedro se unieron a otros cruzados provenientes de Francia e Italia. Finalmente, el emperador Alejo Comneno decidió embarcar rápidamente a los treinta mil cruzados para que cruzaran el Bósforo, quitándose cuanto antes ese problema de encima.
Tras cruzar a Asia Menor, los cruzados comenzaron a discutir entre ellos y el ejército se dividió en dos partidas separadas. Desde allí, la multitud se internó en territorio turco, consiguiendo una victoria inicial, pero descuidando absolutamente la retaguardia. La experiencia militar de los turcos era demasiado para el inexperto ejército cruzado, sin conocimientos prácticos en el arte de la guerra. Finalmente, fueron masacrados y esclavizados fácilmente poco después de haberse internado en territorio selyúcida. Pedro el Ermitaño consiguió volver a Bizancio y unirse a la cruzada de los príncipes. Otro ejército de bohemios y sajones no logró atravesar Hungría antes de desbandarse.

#### Persecución de los judíos
La primera cruzada fue la chispa que inició una tradición de violencia organizada contra el pueblo judío en Europa. Si bien el antisemitismo había existido en Europa desde hacía siglos, la primera cruzada supuso el primer caso de violencia en masa y organizada contra las comunidades judías. En Alemania, ciertos líderes interpretaron que esta lucha contra el infiel debía ser llevada no solo contra los musulmanes ubicados en Tierra Santa, sino también contra los judíos que habitaban en sus propias tierras.
Los sermones que predicaban la cruzada inspiraron un antisemitismo todavía mayor. Según algunos predicadores, los judíos y los musulmanes eran enemigos de Cristo, y era deber de la cristiandad enfrentarse a esos enemigos o convertirles a la fe cristiana. El público en general entendió que el «enfrentamiento» al que hacían mención los predicadores era sinónimo de luchar a muerte o darles muerte. La conquista cristiana de Jerusalén y el establecimiento de un imperio cristiano supuestamente instigaría el «Fin de los Tiempos», durante el cual los judíos deberían supuestamente convertirse al cristianismo. Por otro lado, en algunos lugares de Francia y de Alemania se consideró a los judíos como culpables de la crucifixión de Jesús, y se trataba de un colectivo mucho más visible y cercano que el de los musulmanes. Muchas personas se preguntaron por qué debían viajar miles de kilómetros para luchar contra los infieles si ya había no creyentes cerca de sus casas.
Partiendo a comienzos del verano de 1096, un ejército alemán compuesto por unos diez mil cruzados y dirigido por los nobles Gottschalk, Volkmar, y Emicho se dirigió hacia el norte, siguiendo el Rin, en dirección opuesta a Jerusalén, para comenzar una serie de pogromos que algunos historiadores han llegado a llamar «el primer holocausto».
Los cruzados viajaron al norte a través del valle del Rin en busca de las comunidades judías más conocidas como Colonia, para luego dirigirse al sur. A las comunidades judías se les daba la opción de convertirse o ser masacradas. Muchas se negaron a la conversión y, a medida que se extendían las noticias de las masacres, se dieron algunos casos de suicidios en masa.
Esta interpretación de la cruzada como guerra contra todo tipo de infiel, sin embargo, no fue algo universal, y existe constancia de que los judíos encontraron refugio en algunos santuarios cristianos. Uno de esos casos fue el del arzobispo de Colonia, que se esforzó por proteger a los judíos de la ciudad de la matanza llevada a cabo por la propia población. En cualquier caso, miles de judíos fueron asesinados a pesar de los intentos de algunas autoridades eclesiásticas y seculares de protegerles.
Todas estas masacres se justificaron a través del argumento de que los discursos del papa Urbano habían prometido la recompensa divina a los que matasen a infieles, sin importar qué tipo de no cristianos fuesen. En ese sentido, el llamamiento no se dirigía exclusivamente a la guerra santa contra los musulmanes. Aunque el papado aborreció y predicó en contra de estas acciones locales contra judíos y musulmanes, estos actos se repitieron en todos los movimientos cruzados posteriores.

## La primera cruzada

### Cruzada de los barones

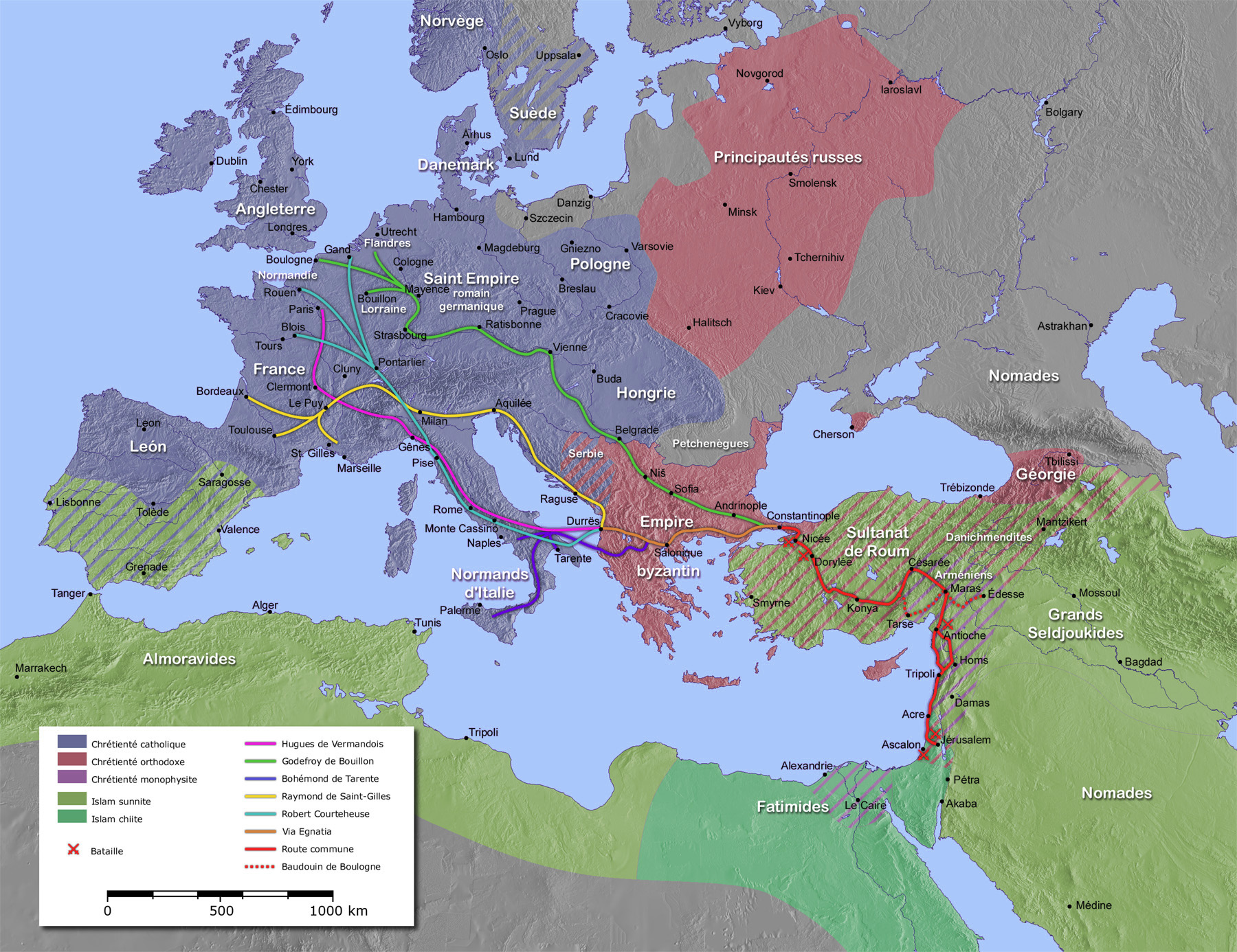
Ruta de los líderes de la primera cruzada

El fracaso de la cruzada de los pobres no sería más que el preámbulo de lo que se identifica habitualmente como primera cruzada, que es conocida también como la cruzada de los barones o cruzada de los príncipes. Mucho más organizada que la anterior, la cruzada de los barones estaba compuesta por miembros de la nobleza feudal y se dividieron en cuatro grupos principales según su origen que utilizaron distintas rutas para llegar a Constantinopla.
- El primer grupo, compuesto por caballeros de origen lorenés y flamenco, estaba comandado por Godofredo de Bouillón junto con sus hermanos Balduino y Eustaquio y se dirigió a Constantinopla a través de Alemania y Hungría.
- El segundo grupo estaba compuesto por caballeros normandos septentrionales comandados por Hugo de Vermandois, hermano del rey Felipe I de Francia y que llevaba el estandarte papal, Esteban II de Blois, cuñado del rey Guillermo II de Inglaterra, por el conde Roberto II de Flandes y por Roberto II de Normandía y se dirigió a Constantinopla vía marítima partiendo desde Bari.
- El tercer grupo lo componían los caballeros normandos meridionales a cuyo frente se encontraba Bohemundo de Tarento junto con su sobrino Tancredo que tras reunirse con los normandos septentrionales partieron juntos hacia Constantinopla.
- El cuarto grupo estaba compuesto por caballeros occitanos dirigidos por Raimundo de Tolosa y a quien acompañaba Ademar de Le Puy, legado pontificio y jefe espiritual de la expedición. Este contingente se dirigió a Constantinopla atravesando Eslovenia y Dalmacia.[20]

En total, el ejército cruzado estaba compuesto por entre treinta y treinta y cinco mil cruzados, incluyendo a unos cinco mil caballeros. Raimundo de Tolosa era el líder del contingente más numeroso, compuesto por unos ocho mil quinientos hombres de infantería y mil doscientos de caballería.

### Marcha hacia Jerusalén
Tras la exitosa convocatoria del papa y la avalancha de participantes no fue posible plantear una expedición unitaria, por lo que partieron de Europa distintas expediciones que habrían de confluir por diferente rutas en Constantinopla entre noviembre de 1096 y mayo de 1097. Acompañando a los caballeros cristianos había muchos hombres pobres (pauperes) que solo se podían permitir comprar las ropas más básicas y, quizás, algún arma vieja. Pedro el Ermitaño, que se había unido a la cruzada de los príncipes en Constantinopla, era considerado el responsable de cuidar a estas personas, a quienes se les permitía organizarse en pequeños grupos, posiblemente compañías militares afines, y que a menudo iban dirigidos por algún caballero empobrecido.
Los distintos grupos de cruzados llegaron a Constantinopla con pocas provisiones, esperando recibir ayuda de Alejo I. Alejo, por su parte, se encontraba en una situación difícil. Tras la dudosa experiencia vivida con la anterior cruzada de los pobres, y teniendo en cuenta que el normando Bohemundo de Tarento era un antiguo enemigo suyo, no sabía hasta qué punto podía fiarse de los supuestos aliados cristianos venidos de occidente. Por otro lado, Alejo seguía teniendo esperanzas de conseguir controlar a este grupo de cruzados, y parece que incluso contemplaba la posibilidad de utilizarlos como agentes del Imperio bizantino para recuperar tierras perdidas. Dada la situación, Alejo llegó a un acuerdo con los cruzados: en intercambio por la comida y los suministros, Alejo exigía que los cruzados le jurasen lealtad, y que prometiesen devolver al Imperio bizantino todo el terreno que recuperasen de los turcos. Los cruzados, sin agua ni comida, no tuvieron otra opción que aceptar tomar el juramento, aunque no sin antes haber asumido todas las partes una serie de compromisos, y después de que casi se hubiese desatado un conflicto militar en la propia ciudad en un combate abierto con los akritai del emperador.
Solo el príncipe Raimundo evitó el juramento, ofreciendo a Alejo que liderara la cruzada en persona. Alejo rechazó la oferta, aunque los dos personajes se convirtieron en aliados a raíz de la desconfianza que ambos tenían en Bohemundo.
Alejo llegó al acuerdo con los cruzados de enviar un contingente militar bajo el mando del general Tatikios (de origen turco, curiosamente) para acompañar a los cruzados a lo largo de Asia Menor. Su primer objetivo sería Nicea, una antigua ciudad del Imperio bizantino que ahora era la capital del Sultanato de Rüm, gobernado en ese momento por Kilij Arslan I. En ese momento, Arslan estaba en plena campaña militar contra los danisméndidas, en Anatolia central, y había dejado atrás tanto su tesoro como a su familia, infravalorando la capacidad militar de los cruzados. La ciudad sufrió un largo asedio que no tuvo grandes resultados, puesto que los cruzados no fueron capaces de bloquear el lago en el que estaba situado la ciudad, y a través de este podía recibir provisiones. Cuando Kilij Arslan recibió noticias del asedio se apresuró a volver a su capital, y atacó al ejército cruzado el 23 de mayo de ese año. Sin embargo, en esta ocasión los turcos fueron derrotados, si bien ambos bandos sufrieron duras pérdidas. Viendo que no sería capaz de liberar la ciudad, aconsejó a la guarnición que se rindiese si la situación llegaba a ser insostenible. Alejo, temiendo que los cruzados saqueasen la ciudad y destruyesen su riqueza, llegó a un acuerdo secreto de rendición con la ciudad, y se preparó para tomarla por la noche. El 19 de junio de 1097, los cruzados se despertaron y advirtieron que los estandartes bizantinos ondeaban en los muros de la ciudad.
No solo se les prohibió saquear la ciudad, sino que los cruzados tenían prohibido entrar en la ciudad salvo en pequeños grupos, lo que causó un gran malestar en el ejército cruzado, y supuso un añadido más a la tensión ya existente entre cristianos orientales y occidentales. Finalmente, los cruzados partieron en dirección a Jerusalén. Esteban de Blois escribió a su mujer Adela estimando un viaje de cinco semanas más hasta alcanzar la ciudad santa. De hecho, ese viaje les llevaría dos años.
Los cruzados, todavía acompañados por algunas tropas bizantinas comandadas por Tatikios, marcharon hacia Dorilea, en donde Bohemundo sufrió un ataque por sorpresa de Kilij Arslan, en la batalla de Dorilea; el 1 de julio de ese año, Godofredo fue capaz de atravesar las líneas enemigas y, con ayuda de las tropas del legado Ademar (que atacó a los turcos desde la retaguardia) derrotó a los turcos y saqueó su campamento. Kilij Arslan se batió en retirada, y los cruzados marcharon casi sin oposición a lo largo de Asia Menor hasta llegar a Antioquía, salvo por una batalla en septiembre en la que también derrotaron a los turcos. A lo largo del camino, los cruzados fueron capaces de capturar varias ciudades, como Sozopolis, Konya y Kayseri, aunque la mayoría de estas ciudades se perdieron de nuevo frente a los turcos en 1101.
En general, la marcha a través de Asia fue muy penosa para el ejército cruzado. Se encontraban a mediados del verano, y los cruzados tenían muy poca agua y comida, por lo que muchos hombres y animales murieron durante la marcha. Al igual que había ocurrido en Europa, los cristianos de Asia en ocasiones les regalaban comida o dinero, pero en la mayoría de las ocasiones los cruzados se dedicaban al saqueo y al pillaje si se les presentaba la oportunidad. Por su parte, los distintos líderes de la cruzada continuaban disputándose el liderazgo absoluto de la misma, aunque ninguno era lo suficientemente poderoso para tomar el mando, si bien Ademar de Le Puy siempre fue reconocido como líder espiritual. Tras atravesar las Puertas Cilicias Balduino se separó del resto de cruzados, y puso rumbo hacia las tierras armenias de alrededor del Éufrates. Llegó a la ciudad de Edesa (hoy Urfa, en Turquía), que estaba en manos de cristianos armenios, y fue adoptado como heredero por el rey Thoros de Edesa, un armenio perteneciente a la Iglesia ortodoxa de Grecia y que no contaba con el favor de sus súbditos por culpa de su religión. Thoros fue asesinado, y Balduino se convirtió en el nuevo gobernante, creando el condado de Edesa, que a su vez sería el primero de los estados cruzados.

### Asedio de Antioquía

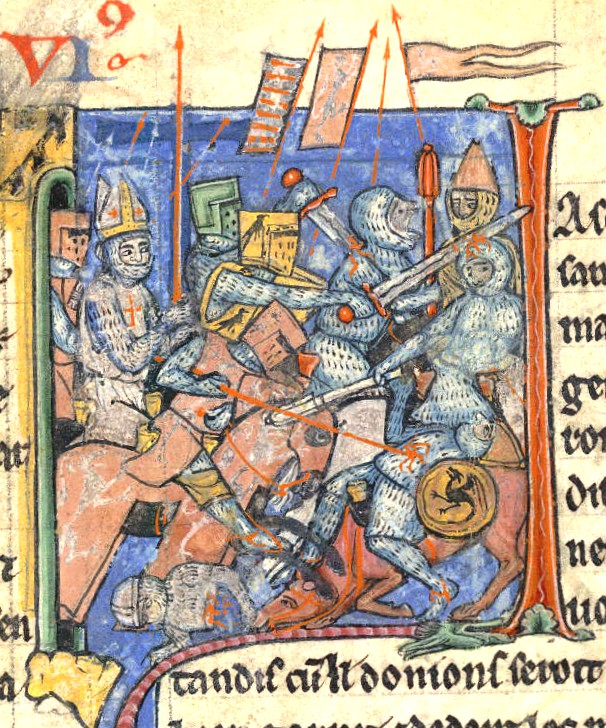
Miniatura medieval de Ademar de Monteil (con la mitra) empuñando la Lanza del Destino en una batalla de la primera cruzada

El ejército cruzado, mientras tanto, marchó hacia Antioquía, ciudad ubicada a mitad de camino entre Constantinopla y Jerusalén y con un gran valor religioso también para la cristiandad. El 20 de octubre de 1097, los cruzados sitiaron la ciudad, comenzando un asedio que duraría casi ocho meses. Durante ese tiempo, los cristianos tuvieron que someterse a terribles penalidades, y se vieron obligados a enfrentarse a dos importantes ejércitos de apoyo a los sitiados enviados por Damasco y Alepo. Antioquía era una ciudad tan grande que los cruzados no tenían suficientes tropas como para rodearla completamente, por lo que tuvo la posibilidad de mantener un cierto nivel de suministros durante todo ese tiempo. Por otra parte, a medida que el asedio se alargaba fue quedando cada vez más claro que Bohemundo pretendía conquistar la ciudad para quedarse como gobernador.
Yaghi-Siyan, el gobernador de Antioquía, solo podía contar con su propio ejército personal para defenderse. Para prepararse para el asedio, exilió a muchos de los cristianos pertenecientes a la Iglesia Ortodoxa Griega y Armenia, a los que consideraba poco fiables. También encerró en prisión a Juan de Oxite, patriarca de Antioquía de la Iglesia ortodoxa griega, y convirtió la catedral de San Pedro en un establo. Los cristianos ortodoxos sirianos fueron por lo general respetados, puesto que Yaghi-Siyan les consideraba más leales a él que los otros debido a que también eran enemigos de los griegos y de los armenios. Yaghi-Siyan y su hijo Shams ad-Dawla solicitaron ayuda a Duqaq (gobernador de Damasco). Mientras tanto lanzaba ataques contra el campamento cristiano y hostigaba a las partidas de forrajeadores del ejército invasor.
Yaghi-Siyan sabía gracias a sus informadores que existían divisiones entre los cristianos debido a que tanto Raimundo IV de Tolosa como Bohemundo de Tarento querían la ciudad para ellos. En una ocasión, mientras Bohemundo estaba buscando alimento, Raimundo atacó la ciudad en solitario, pero fue repelido por las tropas de Yaghi-Siyan. El 30 de diciembre llegaron los esperados refuerzos de Duqaq, pero fueron derrotados por la partida de aprovisionamiento de Bohemundo, por lo que se retiraron a Homs.
Yaghi-Siyan acudió entonces a Radwan (gobernador de Alepo) en busca de ayuda. Sin embargo, en febrero de ese año, el ejército enviado por Radwan fue también derrotado y Yaghi-Siyan aprovechó la marcha temporal del ejército invasor para hacer una salida contra su campamento, pero también tuvo que retirarse cuando los cruzados retornaron victoriosos. En marzo, Yaghi-Siyan logró emboscar a una partida de cruzados que traían madera y otros materiales desde el puerto de San Simeón. Llegaron noticias al campamento cruzado de que Raimundo y Bohemundo habían muerto en esa batalla, y se produjo una gran confusión que Yaghi-Siyan aprovechó para atacar al ejército comandado por Godofredo de Bouillón. Sin embargo, Yaghi-Siyan volvió a ser repelido cuando Bohemundo y Raimundo volvieron al campamento.
En esta ocasión el gobernador acudió a Kerbogha, atabeg de Mosul, en busca de ayuda. Los cruzados sabían que debían tomar la ciudad antes de que llegasen los refuerzos de Kerbogha, y Bohemundo negoció en secreto con uno de los guardias de Yaghi-Siyan, un armenio llamado Firuz, que accedió a traicionar a la ciudad. El 2 de junio de 1098 los cruzados entraron en la ciudad matando a casi todos sus habitantes antes de que Kerbogha pudiera acudir en su auxilio. La guarnición se replegó al interior de la ciudadela. Solo unos pocos días más tarde llegó el ejército musulmán de 200 000 combatientes, que inició un nuevo asedio, esta vez con los cristianos (solamente unos 20 000 personas incluido los no combatientes) en el interior de la ciudad. Justo entonces, un monje llamado Pedro Bartolomé aseguró haber descubierto la Lanza Sagrada en la ciudad y, si bien algunos eran escépticos en cuanto al hallazgo, el acontecimiento se consideró un milagro que presagiaba que obtendrían la victoria frente a los infieles.

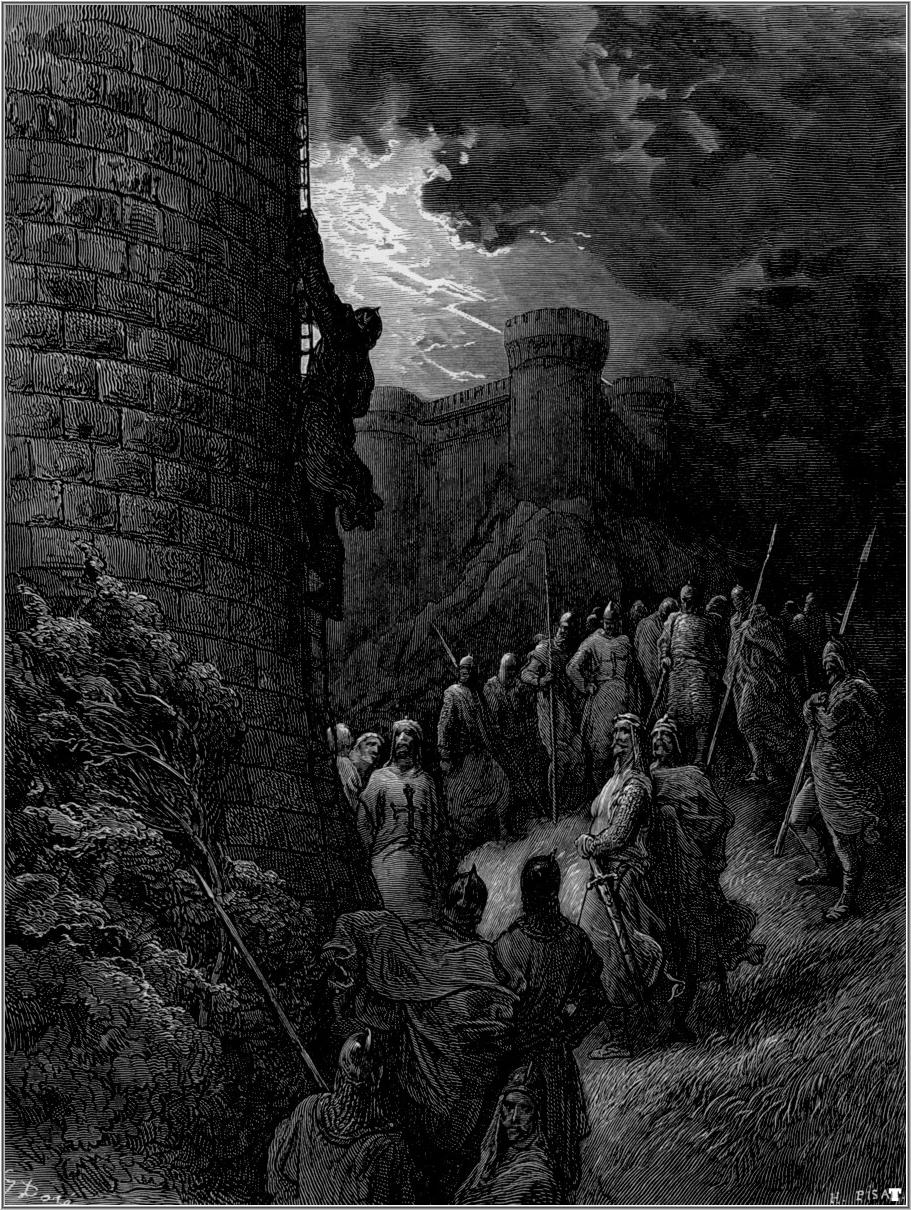
Bohemundo de Tarento escala solo los muros de Antioquía, en un grabado de Gustave Doré

El 28 de junio los cruzados derrotaron a Kerbogha en batalla campal, victoria que en parte se atribuye al hecho de que Kerbogha no fue capaz de organizar a las distintas facciones que componían su ejército. Mientras que los cruzados marchaban contra los musulmanes, la sección fatimí desertó del contingente turco temiendo que Kerbogha se volviese demasiado poderoso si lograba derrotar a los cruzados. Por otra parte, y según la leyenda cristiana asociada al descubrimiento de la Lanza Sagrada, un ejército de santos cristianos habría acudido en ayuda de los cruzados en la batalla, haciendo pedazos al ejército de Kerbogha.
Bohemundo de Tarento, tras la retirada de los ejércitos bizantinos que les habían acompañado en la expedición, alegó deserción por parte de éstos, y argumentó que dicha deserción invalidaba todos los juramentos que habían hecho frente a Alejo I. Bohemundo, gracias a la ruptura del juramento, retuvo la ciudad para sí, si bien no todos los cruzados estaban de acuerdo, y en especial Raimundo de Tolosa. Las discusiones entre los líderes supusieron un nuevo retraso en la marcha de la cruzada, que quedó estancada durante todo el resto del año. Por otro lado, la toma de Antioquía implicó el nacimiento del segundo Estado cruzado.
Mientras tanto, irrumpió en escena el estallido de una plaga (posiblemente tifus), que mató a muchos de los cruzados, incluyendo al legado pontificio Ademar de Le Puy. Los soldados contaban cada vez con menos caballos, y los campesinos musulmanes se negaban a proveerles de comida. En diciembre de ese año, la ciudad de Ma'arrat al-Numan fue capturada tras un asedio en el que, además de finalizar con el asesinato de toda la población, se llegaron a producir casos de canibalismo entre los cruzados.
Los caballeros de menor rango se fueron impacientando, y amenazaron con continuar hacia Jerusalén dejando atrás a sus líderes y sus disputas internas. Finalmente, a comienzos de 1099, se renovó la marcha hacia la Ciudad Santa, dejando a Bohemundo atrás como nuevo príncipe de Antioquía.

### Asedio y conquista de Jerusalén

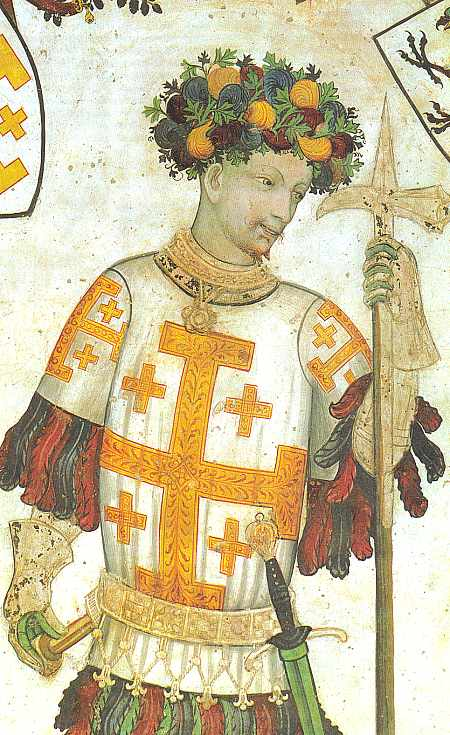
Godofredo de Bouillón como protector de Jerusalén. Su título oficial era Advocatus Sancti Sepulchri, «protector del Santo Sepulcro»

Desde Antioquía los cruzados marcharon hacia Jerusalén. La ciudad en aquel momento se encontraba disputada entre los fatimíes de Egipto y los turcos de Siria. Por el camino, conquistaron diversas plazas árabes (entre ellas el futuro castillo Krak des Chevaliers, que fue abandonado), y firmaron acuerdos con otras, deseosas de mantener su independencia y de facilitar que los cruzados atacaran a los turcos. A medida que se dirigían al sur por la costa del mar Mediterráneo los cruzados no se encontraron demasiada resistencia, puesto que los líderes locales preferían llegar a acuerdos de paz con ellos y darles suministros sin llegar al conflicto armado.
Jerusalén, mientras tanto, había cambiado de manos varias veces, en los últimos tiempos y desde 1098 se encontraba en manos de los fatimíes de Egipto. Los cruzados llegaron ante las murallas de la ciudad en junio de 1099 y, al igual que hicieron con Antioquía, desplegaron sus tropas para someterla a un largo asedio, durante el cual los cruzados sufrieron también un gran número de bajas por culpa de la falta de comida y agua en los alrededores de Jerusalén. Cuando el ejército cruzado llegó a Jerusalén, del ejército inicial solo quedaban doce mil hombres, incluyendo a mil quinientos soldados de caballería. Enfrentados a lo que parecía una tarea imposible, los cruzados llevaron a cabo diversos ataques contra las murallas de la ciudad, pero todos fueron repelidos. Los relatos de la época indican que la moral del ejército se vio mejorada cuando un sacerdote llamado Pedro Desiderio aseguró haber tenido una visión divina en la cual se le daba instrucciones de marchar descalzos en procesión alrededor de las murallas de la ciudad, tras lo cual la ciudad caería en nueve días, siguiendo el ejemplo bíblico de la caída de Jericó. El 8 de julio los cruzados realizaron esa procesión.
Finalmente la ciudad caería en manos cristianas el 15 de julio de 1099, gracias a una ayuda inesperada. Las tropas genovesas dirigidas por Guillermo Embriaco se habían dirigido a Tierra Santa en una expedición privada. Se dirigían en primer lugar a Ascalón, pero un ejército fatimí de Egipto los obligó a marchar tierra adentro hacia Jerusalén, ciudad que se encontraba en ese momento sitiada por los cruzados. Los genoveses habían desmantelado previamente las naves en las cuales habían navegado hasta Tierra Santa, y utilizaron esa madera para construir torres de asedio. Estas torres fueron enviadas hacia las murallas de la ciudad la noche del 14 de julio entre la sorpresa y la preocupación de la guarnición defensora. A la mañana del día 15, la torre de Godofredo llegó a su sección de las murallas cercana a la esquina noreste de la ciudad y, según el Gesta, dos caballeros procedentes de Tournai llamados Letaldo y Engelberto fueron los primeros en acceder a la ciudad, seguidos por Godofredo, su hermano Eustaquio, Tancredo y sus hombres. La torre de Raimundo quedó frenada por una zanja, pero dado que los cruzados ya habían entrado por la otra vía, los guardias se rindieron a Raimundo.
A lo largo de esa misma tarde, la noche y la mañana del día siguiente, los cruzados desencadenaron una terrible matanza de hombres, mujeres y niños, musulmanes, judíos e incluso los escasos cristianos del este que habían permanecido en la ciudad. Aunque muchos musulmanes buscaron cobijo en la mezquita de Al-Aqsa y los judíos en sus sinagogas cercanas al muro de las Lamentaciones, pocos cruzados se apiadaron de las vidas de los habitantes. Según la obra anónima Gesta Francorum, «... la carnicería fue tan grande que nuestros hombres andaban con la sangre a la altura de sus tobillos...» Otros relatos que hablan de la sangre llegando a la altura de las riendas de los caballos son reminiscencias de pasajes del Apocalipsis (14:20).
Dos mil judíos fueron encerrados en la sinagoga principal, a la que se prendió fuego. Uno de los hombres que participó en aquella carnicería, Raimundo de Aguilers, canónigo de Puy, dejó una descripción para la posteridad que habla por sí sola:

Maravillosos espectáculos alegraban nuestra vista. Algunos de nosotros, los más piadosos, cortaron las cabezas de los musulmanes; otros los hicieron blancos de sus flechas; otros fueron más lejos y los arrastraron a las hogueras. En las calles y plazas de Jerusalén no se veían más que montones de cabezas, manos y pies. Se derramó tanta sangre en la mezquita edificada sobre el templo de Salomón que los cadáveres flotaban en ella y en muchos lugares la sangre nos llegaba hasta la rodilla. Cuando no hubo más musulmanes que matar, los jefes del ejército se dirigieron en procesión a la iglesia del Santo Sepulcro para la ceremonia de acción de gracias.

Tancredo por su parte, reclamó el control del templo de Jerusalén y ofreció protección a algunos de los musulmanes que se habían refugiado ahí con ayuda de Segismundo Gozzer, un tridentino a cargo de la cruzada lombarda. Sin embargo, fueron incapaces de evitar su muerte a manos de sus compañeros cruzados.

En verdad, si hubieseis estado ahí habríais visto nuestros pies coloreados hasta los tobillos con la sangre de la masacre. Pero ¿qué más os puedo contar? Ninguno fue dejado con vida; no hubo piedad ni de mujeres ni de niños.
Fulquerio de Chartres.

Algunos jefes cruzados, como por ejemplo Gastón de Bearn, trató de proteger a los civiles refugiados en el Templo dándoles sus estandartes, pero fue en vano, porque al día siguiente un grupo de caballeros exaltados los asesinó también. Solo se salvó una parte de la guarnición, protegida por el juramento de Raimundo de Tolosa.
Por otra parte, la Gesta Francorum establece que algunas personas lograron escapar a la toma de Jerusalén vivas. Su autor escribió: «Cuando los paganos habían sido vencidos, nuestros hombres capturaron a muchos, tanto mujeres como hombres, y o bien les daban muerte o los mantenían cautivos». Más tarde se dice: «Nuestros jefes también ordenaron que todos los sarracenos muertos fuesen enviados fuera de la ciudad debido al hedor, puesto que toda la ciudad estaba llena de cadáveres; y por ello los sarracenos vivos arrastraron a los muertos hasta las salidas de las murallas y los colocaron en piras, como si fuesen casas. Nunca nadie pudo ver u oír de una matanza como esa de paganos, puesto que las piras funerarias se alzaban como pirámides, y nadie sabe su número salvo el mismo Dios».

### Fin de la cruzada
En primer lugar los cruzados ofrecieron a Raimundo de Tolosa el título de rey de Jerusalén, pero lo rechazó. Después se le ofreció a Godofredo de Buillón, que aceptó gobernar la ciudad, pero rechazó ser coronado como rey, diciendo que no llevaría una «corona de oro» en el lugar en el que Cristo había portado «una corona de espinas». En su lugar, tomó el título de Advocatus Sancti Sepulchri («protector del Santo Sepulcro») o, simplemente, el de «príncipe». En la última acción de la cruzada encabezó un ejército que derrotó a un ejército fatimí invasor en la batalla de Ascalón. Godofredo murió en julio de 1100 y fue sucedido por su hermano, entonces Balduino de Edesa, que sí que aceptaría el título de rey de Jerusalén y sería coronado bajo el nombre de Balduino I de Jerusalén.
Con esta conquista finalizó la primera cruzada, la única exitosa. Tras la toma de Jerusalén, muchos cruzados volvieron a sus lugares de origen, aunque otros se quedaron a defender las tierras recién conquistadas. Entre ellos, Raimundo de Tolosa, disgustado por no ser el rey de Jerusalén, se independizó y se dirigió a Trípoli (en el actual Líbano), donde fundó el condado del mismo nombre.

### Las expediciones de 1101 y el establecimiento de un nuevo reino

Mapa de la parte occidental de Anatolia en el que aparecen las rutas tomadas por los ejércitos cristianos durante la cruzada de 1101

Habiendo capturado Jerusalén y la iglesia del Santo Sepulcro, el juramento cruzado había quedado cumplido. Sin embargo, había muchos caballeros que habían vuelto a casa antes de alcanzar Jerusalén, así como otros muchos que no habían llegado a abandonar Europa. Cuando llegaron noticias del éxito de la cruzada, estos hombres fueron ridiculizados por sus familias y recibieron amenazas de excomunión por parte del clero. Por otro lado, otros muchos cruzados que habían permanecido en la cruzada hasta su final también volvieron a sus casas, por lo que, según Fulquerio de Chartres, en el año 1100 ya solo quedaban unos pocos cientos de caballeros en el nuevo reino.
La noticia de la reconquista de Jerusalén se había expandido como pólvora en Europa y multitudes de personas querían peregrinar donde había muerto Jesucristo. Pues en el otoño de 1100 una multitud de monjes, obreros, artesanos, mujeres, niños, así como delincuentes partió rumbo a una peregrinación a tierra santa (al menos esa era la idea inicial) desde Lombardía al mando del arzobispo Anselmo de Milán. Cuando hubo llegado aquella comitiva tan peculiar a Constantinopla a principios del año 1101, el emperador la recibió cortésmente y les facilitó un adecuado transporte marítimo hasta Anatolia. Los Lombardos aceptaron no de muy buen gusto a Raimundo IV de Tolosa como jefe de la expedición que estaba casualmente en la corte del emperador discutiendo posteriores conquistas para la cristiandad, aunque hubo algunos que lo acusaban de estar siguiendo órdenes del emperador. La expedición llegó a Nicomedia, al instalarse y posteriormente continuar su avance fueron acompañados por algunos efectivos al mando del duque de Normandía Esteban de Blois.
Posteriormente se convocó una reunión en donde decidirían realmente que rumbo tomaría la expedición. Hubo algunos que quisieron seguir una ruta directa hacia Jerusalén evitando lo más posible a las fuerzas enemigas. Lo cual teniendo en cuenta la categoría de los integrantes parecía lo más prudente además de ser el plan original. Sin embargo, el contingente se decantó por ir a liberar a Bohemundo, príncipe de Antioquía que estaba prisionero en el norte de Anatolia. Cerca de la ciudad de Amasya la expedición se enfrentó a un contingente de clanes turcos lo que dio como desenlace la derrota de los cristianos. Algunas personas lograron escaparon, pero la mayoría murió o fue capturada para posteriormente ser puesta en esclavitud. La mayoría del séquito de Raimundo de Tolosa logró huir y refugiarse en Constantinopla. Lugo de este desafortunado evento para los cristianos los cruzados acusaron sin pruebas de conspirar al emperador junto con los turcos de la derrota sufrida, por otro lado, el emperador de Bizancio no tomo de buena forma esta noticia, como consecuencia las relaciones diplomáticas entre occidente y Constantinopla se deterioraron aún más.

## Participantes en la primera cruzada

### Peregrinación armada
Aunque se le denomina primera cruzada, en realidad ninguno de los que participaron en ella se veía a sí mismo como «cruzado», que es un término de acuñación posterior a los hechos. La referencia a los cruzados apareció a comienzos del siglo XIII, más de 100 años después de la primera cruzada. Tampoco los cruzados se veían a sí mismos como los primeros, puesto que no sabían que habría cruzadas posteriores a la suya. En realidad, se veían como meros peregrinos (peregrinatores) en un viaje (iter), con la particularidad de que iban armados, y es a esa condición, la de participantes en una peregrinación armada, a la que se hace referencia en los relatos contemporáneos.
Los participantes en el peregrinaje debían prestar juramento ante la Iglesia de que completarían el viaje, y se enfrentaban al castigo de la excomunión si fallaban en el intento, lo cual dotaba a la cruzada de un carácter oficial. Los cruzados debían jurar que su viaje no estaría completo hasta que hubiesen puesto el pie dentro del Santo Sepulcro de Jerusalén. Por otra parte, y dado que los peregrinajes eran eventos abiertos a cualquiera que quisiese participar en ellos, también se podían unir candidatos no del todo deseables para una expedición militar. Mujeres, viejos y enfermos, a pesar de que se les desaconsejaba la participación, se podían unir sin que nadie pudiese prohibírselo.

### Popularidad de la cruzada
La primera cruzada atrajo al mayor número de campesinos, lo cual supuso que lo que comenzó como una llamada menor para asistencia de carácter militar se convirtiese en una migración de población de gran envergadura. La llamada para acudir a la cruzada era muy popular, entre otras cosas, porque era capaz de fundir en uno solo las figuras del guerrero medieval y del peregrino. Al igual que un guerrero santo en una guerra santa, el participante en la cruzada portaba su arma para luchar por la Iglesia, obteniendo a cambio todos los beneficios espirituales como la indulgencia o el martirio si el participante moría en batalla.
Al igual que un peregrino en su peregrinaje, un cruzado tendría el derecho a recibir hospitalidad y protección personal de la Iglesia, protección que abarcaba tanto a su persona como de sus bienes. Los beneficios de la indulgencia tenían una doble fuente, tanto participando como guerreros sagrados de la Iglesia como peregrinos, por lo que les sería concedida tanto si morían en batalla como si sobrevivían a la cruzada. Por otro lado, no se trataba de una indulgencia en el sentido medieval, pues las indulgencias de aquel entonces eran objeto de compraventa, sino que se basaba más en un sistema de penitencia autoimpuesta de forma voluntaria para conseguir la absolución. Esta diferencia crucial es lo que separa la indulgencia medieval de la idea original de la cruzada.
Por último, existían participantes que acudían obligados por su señor feudal. Las clases más pobres acudían a la nobleza local para que les sirviesen de guía, y eso hacía que un aristócrata lo suficientemente poderoso pudiese motivar a otros para unirse a la causa también. La conexión con un líder adinerado permitía al campesino medio poder contribuir a la cruzada bajo una cierta protección en el viaje, al contrario de los que acudían por su cuenta. También había obligaciones familiares, que hacían que algunos soldados acudiesen para apoyar a algún familiar que también había jurado participar en la cruzada. Todos estos factores motivaron a distintas personas por distintos motivos a participar en la cruzada.
Algunos nobles, como ciertos reyes y algunos de sus herederos, tenían prohibido participar por culpa de su posición dinástica.

### Recompensas espirituales y terrenales
La llamada a la cruzada tuvo lugar en una época en la que, tras una serie de años de buenas cosechas, se había incrementado la población de Europa occidental, incrementando también con ello el tamaño de los ejércitos de la cristiandad. Esto permitió asumir una serie de campañas como la Reconquista y la cruzada. Además, el atractivo de comenzar una nueva vida en un Oriente más rico y próspero incentivó a muchas personas para dejar sus tierras. La expansión de la población supuso una disminución de las oportunidades de enriquecimiento en Europa, y las posibles recompensas espirituales, políticas y económicas de la cruzada tentaban a numerosos participantes.
La visión tradicional sobre los motivos de los cruzados para participar en la expedición explican que la mayor parte de los participantes eran jóvenes hijos de nobles que no tenían posibilidad de heredar tierras debido a la práctica del mayorazgo y a la primogenitura y nobles desposeídos que partían en busca de una nueva vida en el rico oriente. Los rumores sobre tesoros descubiertos en tierras musulmanas de al-Ándalus eran muy atractivos, y hacían que la gente evaluase que si hubo esos tesoros en España, debería haber muchos más en Jerusalén. En cualquier caso, y si bien estos motivos fueron reales hasta cierto punto, no fueron la única motivación para la mayoría. Por el contrario, estudios más recientes sugieren que, aunque el papa Urbano prometiese a los cruzados tanto ganancias espirituales como materiales, el objetivo principal de los cruzados era más espiritual que material.
En ese sentido, los estudios realizados por Jonathan Riley-Smith muestran que la cruzada era una campaña inmensamente costosa, que solo estaba al alcance de aquellos caballeros que ya tenían una considerable riqueza, como Hugo I de Vermandois o Roberto II de Normandía, que eran parientes de las familias reales francesa e inglesa, o Raimundo IV de Tolosa, que gobernaba gran parte del sur de Francia. Incluso en esos casos, estos caballeros debían vender gran parte de sus tierras a familiares o a la Iglesia antes de poder participar en la cruzada, y sus parientes también tuvieron que aportar en muchas ocasiones parte del dinero necesario para la campaña. Riley-Smith afirma, por tanto, que no hay evidencia real que apoye la suposición de que la cruzada fuese una oportunidad para que los hijos pequeños buscasen la riqueza que, a su vez, les hiciese dejar de ser una carga para sus familias.
Como ejemplo de motivación espiritual por encima de la terrenal, Godofredo de Bouillón y su hermano Balduino dejaron cerradas una serie de disputas con la Iglesia legando su tierra al clero local. Los documentos que recogen estas transacciones fueron escritos por los clérigos, y no por los caballeros, y parecen idealizar a estos nobles y presentarles como hombres píos que solo buscaban cumplir con un voto de peregrinaje.
Por otro lado, los caballeros más pobres (minores) solo podían plantearse acudir a la cruzada si esperaban sobrevivir mediante limosnas, o si eran capaces de entrar al servicio de un noble adinerado. Este último caso era, por ejemplo, el de Tancredo de Galilea, que aceptó servir a las órdenes de su tío Bohemundo. Las cruzadas posteriores serían organizadas por reyes o emperadores, y estarían financiadas con impuestos especiales.

## Hechos posteriores
El resultado de la primera cruzada tuvo un gran impacto en la historia de los dos bandos en conflicto. La nueva estabilidad adquirida en el oeste creó una aristocracia guerrera en busca de nuevas conquistas y patrimonio, y la prosperidad de las principales ciudades significó la capacidad económica para equipar las expediciones. Las ciudades estado marítimas italianas, en particular Venecia y Génova, estaban también interesadas en extender el comercio. Por su parte, el papado vio las cruzadas como su forma de imponer la influencia católica como fuerza de unificación, convirtiendo la guerra en una misión religiosa. Esto supuso una nueva actitud frente a la religión que hizo posible que la disciplina religiosa, antes aplicable solamente a los monjes, se extendiese también al campo de batalla, con la creación del concepto del guerrero religioso y del sentimiento de caballería.
Aunque inverosímiles las alianzas entre musulmanes y los cristianos en los primeros años de la primera cruzada eran comunes, como cuando en 1107 la ciudad de Alepo, que era musulmana, derrotó en cooperación con la Antioquia cristiana, a los ejércitos de las vecinas Mosul y Edesa musulmana y cristiana respectivamente, esta última gobernada por Balduino I de Jerusalén. Estas alianzas prueban -por lo menos a principio- la multicultural relación que llevaban ambos pueblos movidos por sus propios intereses en la zona.
En la región se dieron cambios que en muchos casos no sentaron bien a la población local, acostumbrados a un trato que, aunque indiferente de los musulmanes se les respetaba la libertad de culto, siempre que pagasen un tributo especial llamado el jizyah que se les cobraba a los que no pueblos que no creían en Alá como los judíos o cristianos. Contrariamente el gobierno ahora cristiano romano se impuso con fuerza en los contornos, exigiendo una sumisión casi total al mando católico romano ahora impuesto, por supuesto esto generó inconformismo para las comunidades no solo judías y musulmanas sino también para comunidades cristianas no católicas como la Iglesia ortodoxa griega, Iglesia copta y adeptos adscritos a la Iglesia ortodoxa siriana que incluso estaban ubicadas en la región desde antes del siglo VII. Estos últimos consideraban herética la condición divina de Cristo, así como la lengua oficial de su religión era el sirio antiguo diferenciándose de su contraparte católica romana que empleaba el latín.
Muchos de los peregrinos que se instalaban en cercanías de tierra santa, sin embargo, durante el viaje e incluso ya estando en las cercanías de las murallas de las ciudades los salteadores y bandidos eran frecuentes siempre al acecho de los de quieres estuvieran indefensos que no contaran con escoltas armados. A raíz de esta situación en 1118, Hugo de Payens junto con su séquito fue a ver al rey Balduino para solicitarle permiso y algunas facilidades para que diera visto bueno a un plan que pretendía ayudar a los peregrinos que se dirigieran a Jerusalén en aquellos tiempos. Así se crearía una orden militar-religiosa con características caballerescas, la de los Pobres Caballeros de Cristo y del Templo de Salomón, que sería llamada posteriormente Caballeros Templarios, que al principio generó una contradicción con lo que eran hasta entonces las órdenes religiosas. Balduino les cedió un espacio que sería conocido por los cristianos con el Templo de Salomón.
La primera cruzada tuvo éxito en la creación, en territorio de Palestina y Siria, de los llamados Estados Cruzados: El Condado de Edesa, el Principado de Antioquía, el Reino de Jerusalén y el Condado de Trípoli. También creó aliados a lo largo de la ruta de los cruzados, como el Reino armenio de Cilicia.
De vuelta en Europa occidental, los que habían logrado sobrevivir hasta alcanzar Jerusalén fueron recibidos como héroes. Roberto II de Flandes, por ejemplo, recibió el sobrenombre de Hierosolymitanus gracias a sus logros. La vida de Godofredo de Bouillón, por su parte, se convirtió en objeto de leyendas a los pocos años de su muerte. Sin embargo, en algunos casos la situación política en los lugares de origen se vio muy afectada por las ausencias de los cruzados. Mientras Roberto II de Normandía estaba ausente, el control de Inglaterra pasó a su hermano, Enrique I, y el conflicto a su vuelta terminó desencadenando la batalla de Tinchebray en 1106.
Mientras tanto, la creación de los Estados Cruzados supuso un alivio para el Imperio bizantino, al que ayudó contener la presión de los selyúcidas, y al que permitió recuperar varios de sus territorios en Anatolia. El Imperio atravesó posteriormente, a lo largo del siglo XII, un periodo de relativa paz y prosperidad. No obstante, si bien esta primera cruzada puede considerarse como un apoyo, al hacer frente a la creciente amenaza selyúcida y estableciendo pequeños reinos fronterizos; las cruzadas posteriores, muy poco eficaces contra los musulmanes, solo consiguieron debilitar cada vez más al Imperio bizantino, en cuyos asuntos internos intervinieron.
El efecto en las dinastías musulmanas orientales fue más gradual, pero importante. La inestabilidad política y la división del Gran Imperio Selyúcida tras la muerte de Malik Shah I impidió una defensa coherente ante la invasión de los estados latinos. Esa misma cooperación continuó siendo difícil durante muchas décadas, aunque desde Egipto hasta Siria y Bagdad comenzó a haber llamamientos para la expulsión de los cruzados. Finalmente esto culminaría con la reconquista de Jerusalén por Saladino, después de que la dinastía ayubí hubiese logrado unificar las áreas circundantes.
El papa Urbano II, al hacer un llamamiento para organizar una cruzada a Tierra Santa, buscaba reforzar su autoridad espiritual suprema sobre la cristiandad latina a la vez que expandía su área de poder. No tuvo éxito en unir de nuevo el cisma existente entre el este y el oeste y, sin darse cuenta, contribuyó a solidificar el cisma, sobre todo tras el saqueo de Constantinopla de las últimas cruzadas.

## Impacto de la primera cruzada en el arte y la literatura
El éxito de la cruzada inspiró a los poetas de Francia que, en el siglo XII, se dedicaron a componer varios cantares de gesta que ensalzaban y celebraban los logros de Godofredo de Bouillon y de los demás cruzados. Algunos de estos, como el Cantar de Antioquía, uno de los más famosos, son semi-históricos, mientras que otros son completamente fantasiosos y llegan a describir batallas con dragones o conectan a los ancestros de Godofredo con la leyenda del Caballero del Cisne. En general, a este grupo de cantares se les denomina el Ciclo de las Cruzadas.
La cruzada también sirvió de inspiración a artistas posteriores. En 1580, Torquato Tasso escribió el poema épico Jerusalén liberada. Georg Friedrich Händel compuso música basada en ese poema para su ópera Rinaldo. Por su parte, Tommaso Grossi, poeta del siglo XIX, escribió otro poema épico que sería la base de la ópera de Giuseppe Verdi titulada I Lombardi alla prima crociata.
Gustave Doré, por su parte, hizo una serie de grabados basados en episodios de la primera cruzada.

## Las cruzadas vistas por los árabes
El fenómeno militar conocido como las cruzadas fueron percibidas desde el mundo musulmán como una invasión bárbara protagonizada por unos fanáticos religiosos (denominados rum y frany por los musulmanes) con un nivel cultural muy inferior al que en ese momento se disfrutaba en el mundo árabe. En ese sentido, Amin Maalouf describe en su obra Las cruzadas vistas por los árabes el punto de vista del bando musulmán, basándose para ello en los testimonios de los historiadores y cronistas árabes de la época.
Desde este punto de vista, Amin Maalouf presenta la primera cruzada como el inicio de dos siglos de guerra en los que los habitantes de poblaciones como Jerusalén, Antioquía, Trípoli o Tiro sufrieron asedios, masacres y atrocidades de todo tipo, y cuyo recuerdo quedó en la cultura popular musulmana acentuando las diferencias culturales entre las civilizaciones cristiana e islámica, marcando la historia de la región hasta la actualidad.